# Zemlja, do vostrebovanija
Zemlja, do vostrebovanija (Земля, до востребования) è un film del 1972 diretto da Veniamin Davydovič Dorman.

## Trama
La storia della vita e della lotta di uno scout, l'eroe dell'Unione Sovietica Lev Manevich, morto 5 giorni dopo essere stato rilasciato da un campo di concentramento il 9 maggio 1945.